# The Four Historic Ed Sullivan Shows Featuring The Beatles
Am 28. Oktober 2003 wurden die vier Ed-Sullivan-Shows vom Februar 1964 und 12. September 1965 mit insgesamt 20 live eingespielten Titeln der Beatles sowie Auftritte von anderen Künstlern unter dem Titel The Four Historic Ed Sullivan Shows Featuring The Beatles veröffentlicht. Die VHS-Kassette/Doppel-DVD erschien im Rahmen von weiteren ED-Sullivan-Shows-Veröffentlichungen. Die Wiederveröffentlichung vom 3. September 2010 mit dem abgewandelten Titel The 4 Complete Ed Sullivan Shows Starring The Beatles beinhaltet zusätzlich noch Bonusmaterial.

## Entstehung

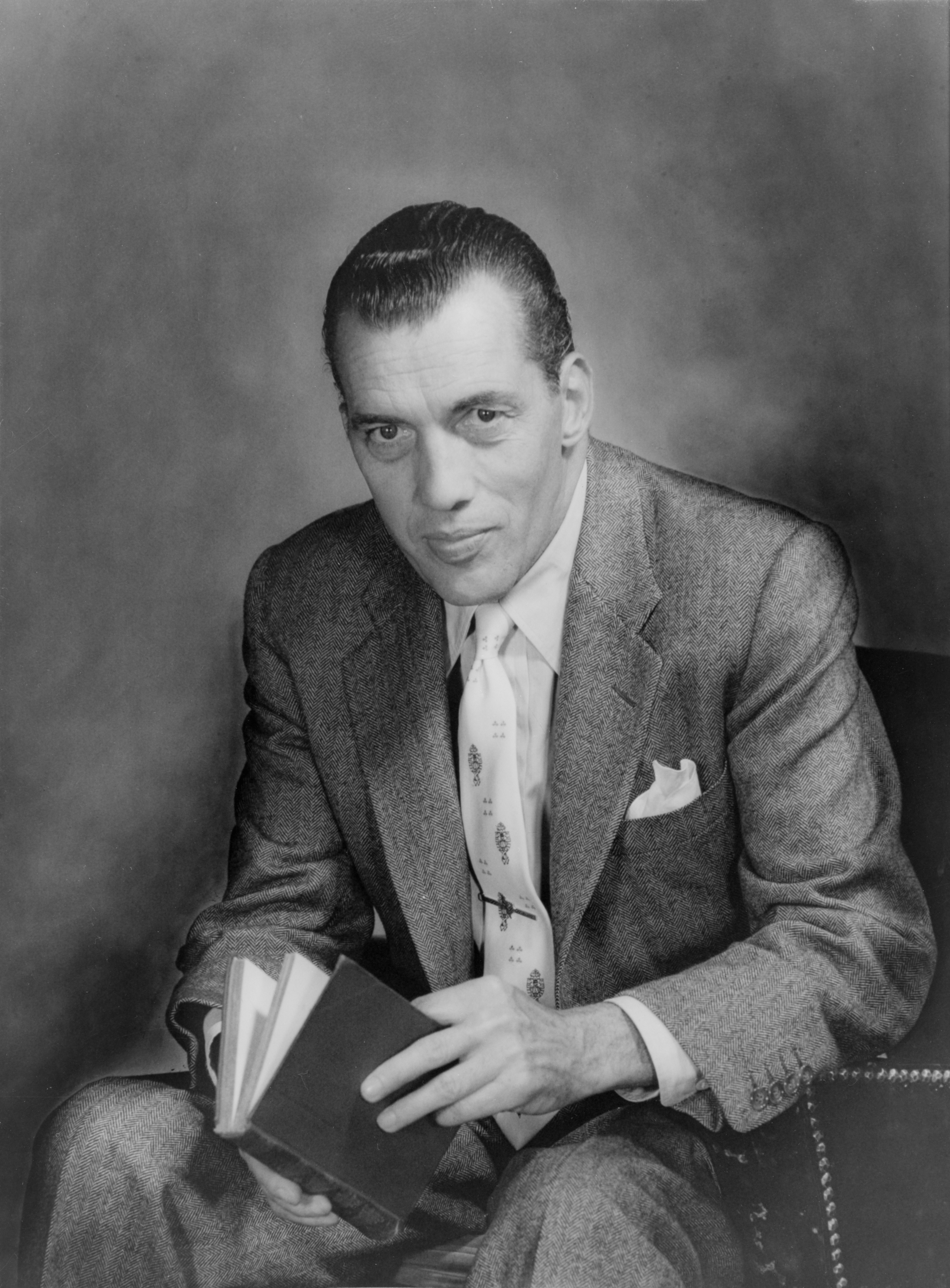
Ed Sullivan

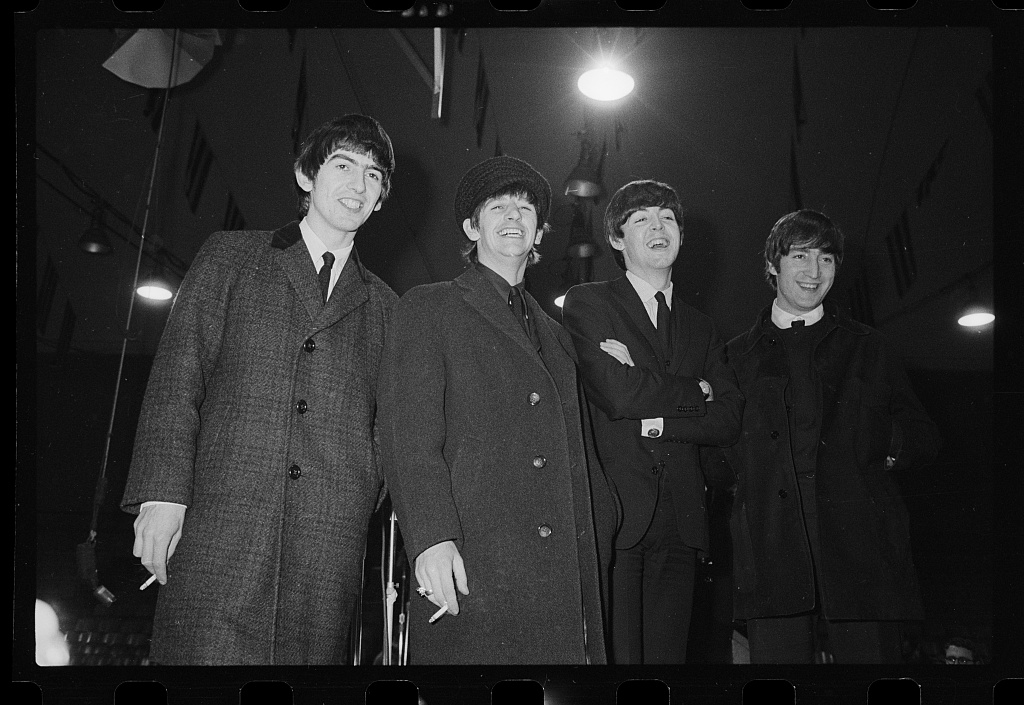
Die Beatles während einer Pressekonferenz auf dem John F. Kennedy International Airport am 7. Februar 1964

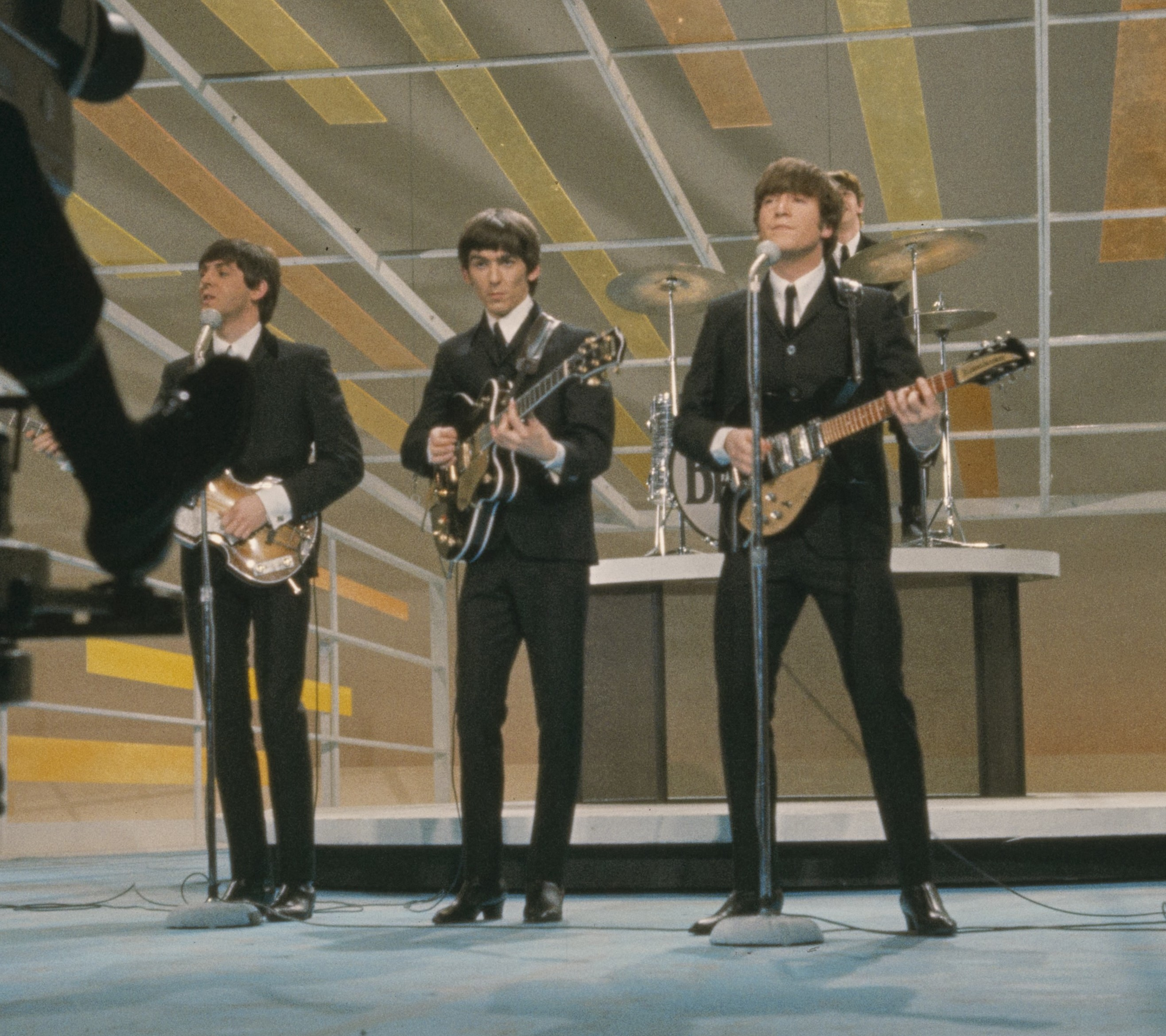
Die Beatles in der Ed-Sullivan-Show, Februar 1964

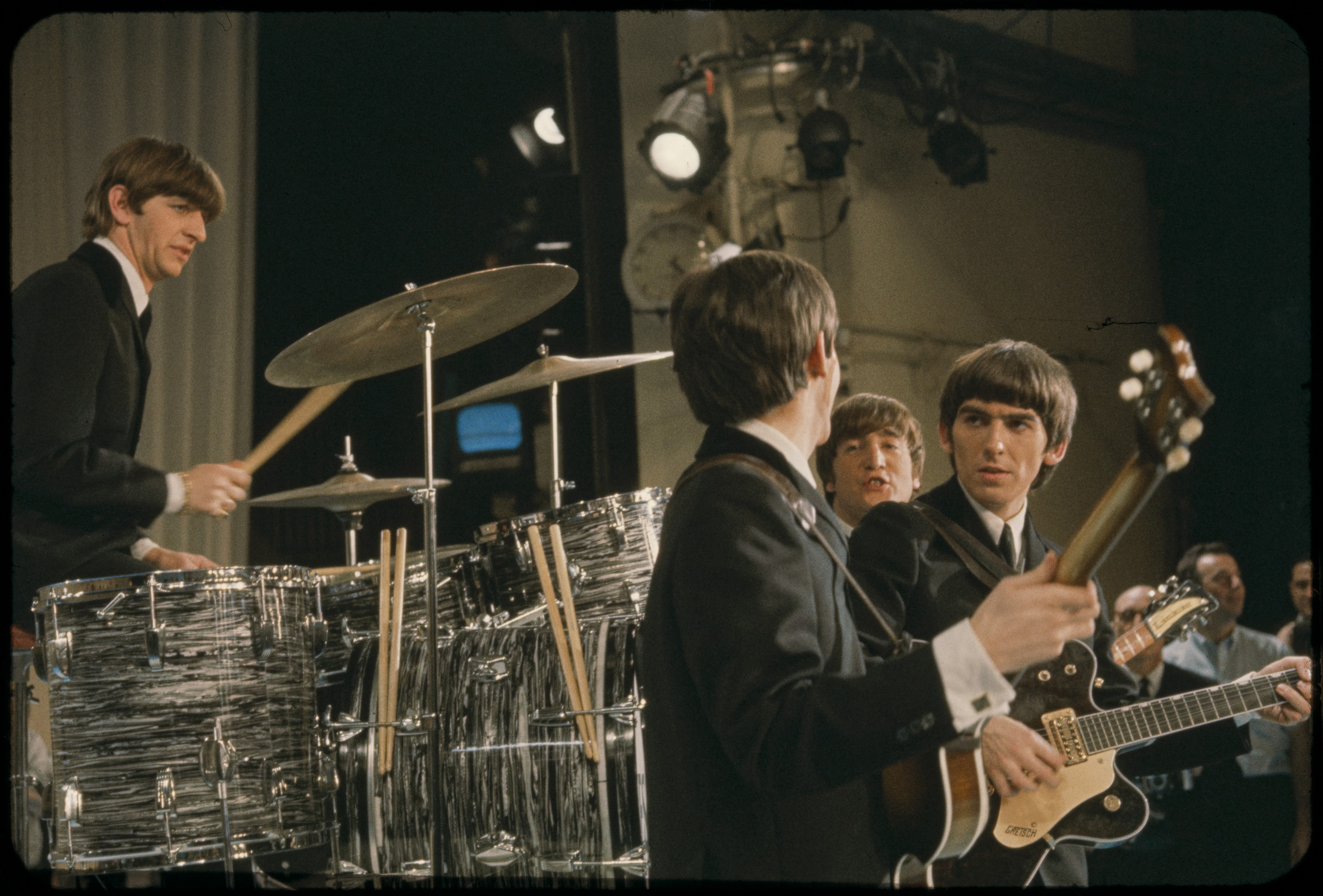
Die Beatles in der Ed-Sullivan-Show (2), Februar 1964

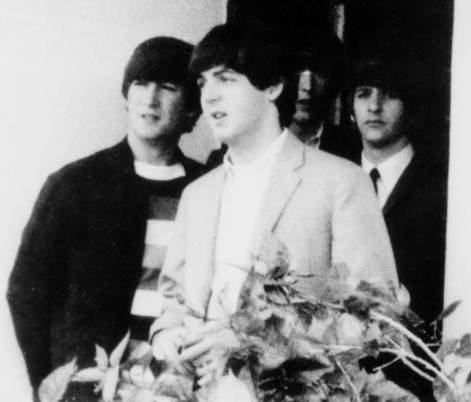
Beatles in Key West, Florida, 1964

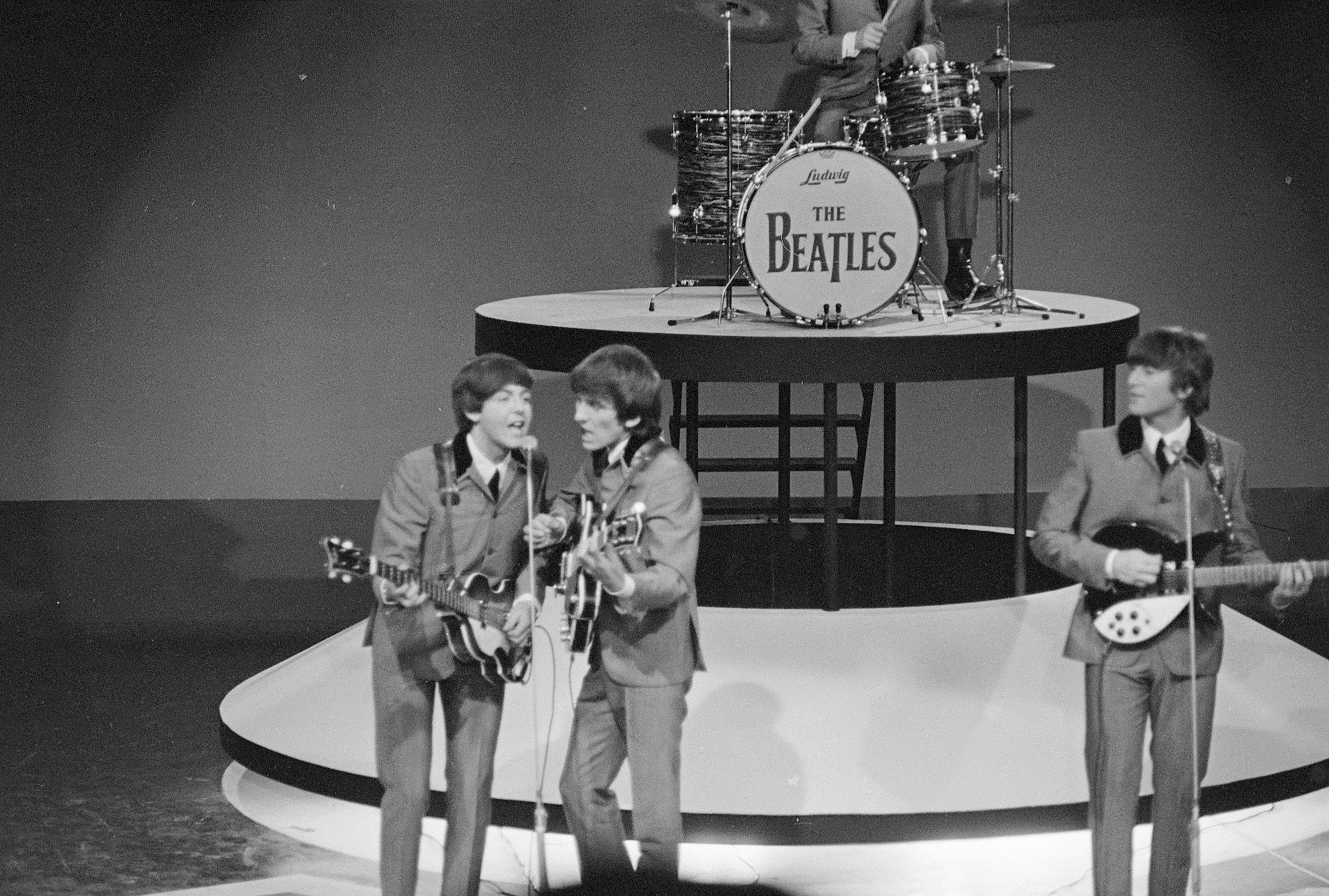
Beatles, 1964

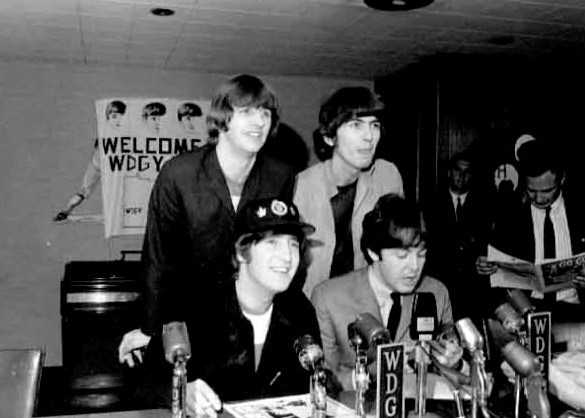
Die Beatles im August 1965 während einer Pressekonferenz

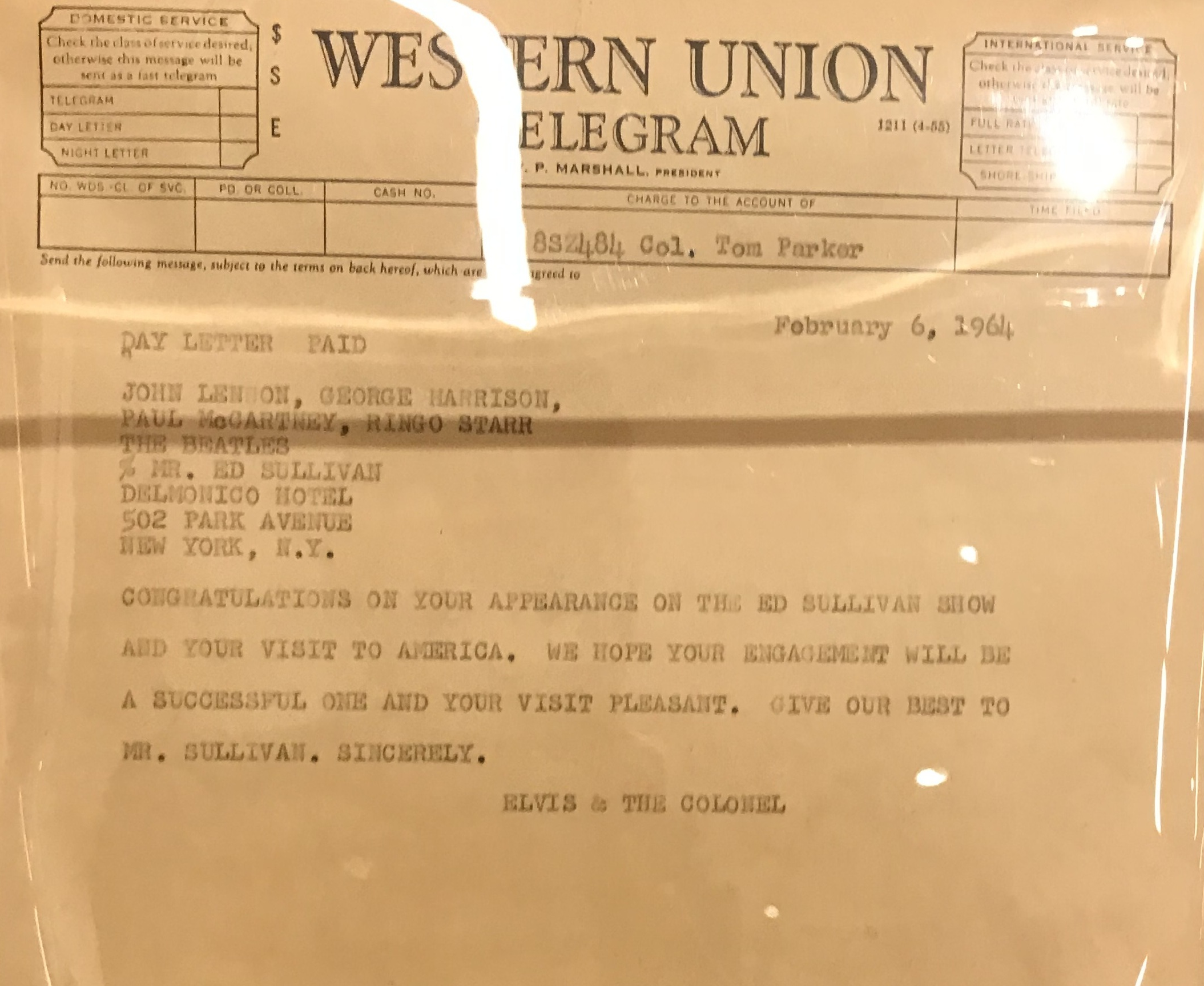
Telegramm, das Colonel Parker und Elvis Presley an die Beatles schickten, 6. Februar 1964

Am 31. Oktober 1963 war Ed Sullivan am Flughafen London Heathrow und erlebte, wie die Fans der Beatles die Gruppe bei ihrer Rückkehr aus Stockholm begrüßten. Sullivan war fasziniert und sagte seinen Mitarbeiten, es sei dasselbe wie bei Elvis Presley. Am 11. und 12. November 1963 trafen sich der Beatles-Manager Brian Epstein und Ed Sullivan im Delmonico Hotel in New York. Sullivan bot Epstein zunächst eine einzelne Show mit einer Gage für 10.000 US-Dollar an, aber Epstein hatte einen anderen Vorschlag, der den Beatles mehr Aufmerksamkeit in den USA bringen sollte und auf den man sich einigte: Die Beatles sollten stattdessen dreimal in der Show auftreten, jeweils zu Beginn und am Ende. Die Gesamtgage betrug ebenfalls 10.000 US-Dollar. Der Vertrag wurde per Handschlag besiegelt. Der Produzent Bob Precht hatte aber Bedenken, da die Beatles in den USA unbekannt seien, doch Ed Sullivan hielt es für eine gute Investition.
Am 26. Dezember 1963 erschien mit I Want to Hold Your Hand / I Saw Her Standing There die erste Single der Beatles bei Capitol Records. Die Single stieg am 18. Januar 1964 auf Platz 45 in die Billboard Hot 100 ein. Zwei Wochen später führte I Want to Hold Your Hand die Charts an. Es war der kommerzielle Durchbruch für die Beatles in den USA. Das Album Meet the Beatles! erreichte die Nummer-Eins-Position am 15. Februar 1964 in den US-amerikanischen Billboard 200, wo es elf Wochen blieb.
Am 3. Januar 1964 wurde im US-Fernsehen in der The Jack Paar Show ein Video des Liedes She Loves You von der Royal Variety Show vom 4. November 1963 gespielt. Brian Epstein und Ed Sullivan versuchten das im vorwege zu verhindern, da die Beatles exklusiv erstmals in den USA in der Ed-Sullivan-Show auftreten sollten. Doch durch die The Jack Paar Show wurde die Popularität der Beatles in den USA weiter gesteigert und es wurde in der Sendung darauf hingewiesen, dass die Beatles im Februar 1964 in der Ed-Sullivan-Show auftreten werden. Vom 7. bis zum 22. Februar 1964 begaben sich die Beatles auf eine Werbetour in die USA. Am 7. Februar 1964 landeten die Gruppe in einem PanAm-Flugzeug auf dem New Yorker Flughafen, wo 5000 Fans und 200 Journalisten sie auf dem Rollfeld empfingen.
Die Beatles traten an drei aufeinander folgenden Sonntagen im Februar 1964 in der Ed-Sullivan-Show in dem CBS Studio 50 auf. Ihr erster Auftritt am 9. Februar schauten sich schätzungsweise 73 Millionen Zuschauer an, zu dieser Zeit ein Rekord für das US-Fernsehen. Die Lieder der Beatles waren:
1. All My Loving
2. Till There Was You
3. She Loves You
4. I Saw Her Standing There
5. I Want to Hold Your Hand

Die ersten drei Lieder wurden zu Beginn, Titel vier und fünf am Ende der Show gespielt.
Die Ed-Sullivan-Show der folgenden Woche, am 16. Februar, wurde aus Miami Beach ausgestrahlt, wo Cassius Clay (später bekannt als Muhammad Ali) für seinen ersten Titelkampf mit Sonny Liston trainierte.
Der Anlass wurde von den Beatles und Clay für Werbezwecke genutzt. Jeweils drei Lieder eröffneten und schlossen die Show:
1. She Loves You
2. This Boy
3. All My Loving
4. I Saw Her Standing There
5. From Me to You
6. I Want to Hold Your Hand

Am 23. Februar wurde die dritte Show mit den Beatles gesendet, der Auftritt wurde aber schon am 9. Februar aufgenommen. Zu Beginn der Show wurden zwei Lieder, am Ende ein Titel gespielt.
1. Twist and Shout
2. Please Please Me
3. I Want to Hold Your Hand

Die Beatles traten am 14. August 1965, einen Tag vor ihrer US-Tournee, zum letzten Mal in der Ed-Sullivan-Show auf. Die Sendung wurde am 12. September 1965 ausgestrahlt. Diesmal bestritten die Beatles mit jeweils drei Liedern den Mittel- und Schlussteil.
1. I Feel Fine
2. I’m Down
3. Act Naturally
4. Ticket to Ride
5. Yesterday
6. Help!

In der Show trat unter anderen auch Cilla Black auf. Am folgenden Tag gaben die Beatles im Shea Stadium in New York ein Konzert, das von Ed Sullivan angekündigt wurde.
Obwohl die Beatles am 14. August 1965 ihren letzten Liveauftritt in der Ed-Sullivan-Show hatten, wurden in den Folgejahren Musikvideos der Lieder Paperback Writer, Rain, Penny Lane, Strawberry Fields Forever, Hello, Goodbye, Two of Us und Let It Be in der Show ausgestrahlt.
Zehn Lieder der drei Shows vom Februar 1964 wurden im Dokumentarfilm The Beatles: The First U.S. Visit verwendet, der am 13. November 1991 veröffentlicht wurde. Für die Dokumentarfilm-Serie Anthology, die erstmals im November 1995 gesendet wurde, wurden zwei Lieder der Ed-Sullivan-Show vom Februar 1964 verwendet.
Am 28. Oktober 2003 wurden die vier Ed-Sullivan-Shows vom 9., 16. und 23. Februar 1964 sowie 12. September 1965 mit insgesamt 20 live eingespielten Titeln der Beatles sowie Auftritten von anderen Künstlern und den Werbeunterbrechungen unter dem Titel The Four Historic Ed Sullivan Shows Featuring The Beatles veröffentlicht. Die VHS/Doppel-DVD erschien im Rahmen von weiteren ED-Sullivan-Shows-Veröffentlichungen. Die Audio-Restauration erfolgte von Greg Miller. Die Veröffentlichung erfolgte von SOFA Entertainment. Die Wiederveröffentlichung vom 3. September 2010 mit dem abgewandelten Titel The 4 Complete Ed Sullivan Shows Starring The Beatles beinhaltet noch ein 13-minütiges Bonusmaterial, das auch ein Interview mit Ed Sullivan und den Beatles anlässlich ihres ersten Spielfilms  A Hard Day’s Night enthält. Am 25. Mai 2018 erschien eine digital überarbeitete Version von The 4 Complete Ed Sullivan Shows Starring The Beatles.

## Inhalt

### Ed Sullivan Show, New York City, 9. Februar 1964
1. Ed’s Opening
2. All My Loving – The Beatles
3. Till There Was You – The Beatles
4. She Loves You – The Beatles
5. Magician – Fred Kaps
6. I’ll Do Anything For You – The Cast Of Oliver
7. As Long As He Needs Me (from Oliver) – Georgia Brown
8. Comedian/Impressionist – Frank Gorshin
9. Audience Bow – Terry McDermott
10. Show Tunes Medley – Tessie O’Shea
11. Comedy Routine – McCall & Brill
12. I Saw Her Standing There – The Beatles
13. I Want To Hold Your Hand – The Beatles
14. Acrobats – Wells & The Four Fays

### Ed Sullivan Show, Miami, 16. Februar 1964
1. Ed’s Opening
2. She Loves You – The Beatles
3. This Boy – The Beatles
4. All My Loving – The Beatles
5. Audience Bow – Sonny Liston
6. Audience Bow – Joe Louis
7. Comedy Routine – Allen & Rossi
8. “It’s Too Darn Hot” – Mitzi Gaynor
9. Medley Of Hits – Mitzi Gaynor
10. Acrobats – The Nerveless Knocks
11. Comedian – Myron Cohen
12. I Saw Her Standing There – The Beatles
13. From Me To You – The Beatles
14. I Want To Hold Your Hand – The Beatles

### Ed Sullivan Show, New York City, 9. Februar 1964 – Ausstrahlung am 23. Februar 1964
1. Ed’s Opening
2. Twist & Shout – The Beatles
3. Please Please Me – The Beatles
4. Safety In Numbers – Gloria Bleezarde
5. Puppets – Pinky & Perky
6. Comedy Sketch – Morecambe & Wise
7. Acker’s Lacquer – Acker Bilk
8. Gary Moore Show Take Off – Gordon & Sheila MacRae
9. Comedian – Dave Barry
10. St. James Infirmary – Cab Calloway
11. Ol’ Man River – Cab Calloway
12. Comedian – Morty Gunty
13. I Want To Hold Your Hand – The Beatles

### Ed Sullivan Show, New York City, 14. August 1965
1. Ed’s Opening
2. Comedian – Soupy Sales
3. September In The Rain – Cilla Black
4. Magician – Fantasio
5. I Feel Fine – The Beatles
6. I’m Down – The Beatles
7. Act Naturally – The Beatles
8. Comedy Routine – Allen & Rossi
9. Goin’ Out Of My Head – Cilla Black
10. The Mouse – Soupy Sales
11. Ticket To Ride – The Beatles
12. Yesterday – The Beatles
13. Help – The Beatles

### Bonus Material (2010)
1. Ed mentions The Beatles will appear in February (January 26, 1964)
2. Ed promotes next week’s debut of The Beatles (February 2, 1964)
3. Ed talks about The Beatles’ Miami Show and the Clay-Liston Fight (March 1, 1964)
4. Ed talks about “A Hard Day’s Night” (April 26, 1964)
5. Ed interviews The Beatles in London (May 24, 1964)
6. Ed and Topo Gigio impersonate The Beatles (October 4, 1964)
7. Ed tells the audience The Beatles have been awarded MBE titles by Queen Elizabeth II (October 31, 1965)
8. Ed mentions The Beatles will appear next week (May 29, 1966)
9. Ed intros a commercial featuring Beatle dolls (July 17, 1966)
10. Ed receives a telegram from The Beatles (November 26, 1967)

## Veröffentlichung
| Titel                                                     | Format  | Sprache  | Datum         | Label                           | Anmerkungen |
| --------------------------------------------------------- | ------- | -------- | ------------- | ------------------------------- | --- |
| The Four Historic Ed Sullivan Shows Featuring The Beatles | VHS/DVD | Englisch | 28. Okt. 2003 | SOFA Entertainment/eagle vision | Die vier Ed-Sullivan-Shows (9., 16. und 23. Februar 1964 sowie 12. September 1965) mit insgesamt 20 live gespielten Titeln der Beatles sowie Auftritten von anderen Künstlern. Die VHS/Doppel-DVD erschien im Rahmen von weiteren ED-Sullivan-Shows-Veröffentlichungen. |
| The 4 Complete Ed Sullivan Shows Starring The Beatles     | DVD     | Englisch | 3. Sep. 2010  | Apple                           | Zusätzlich mit 13-minütigen Bonusmaterial |

## Charts
Das Videoalbum zu The Four Historic Ed Sullivan Shows Featuring The Beatles erreichte in den Vereinigten Staaten die Chartspitze der Musik-DVD-Charts. Das Album hielt sich insgesamt 63 Wochen in der Chartliste und wurde zum fünften Nummer-eins-Erfolg sowie sechsten Charterfolg der Band in dieser Hitparade.